# Tomás Germinal Gracia Ibars
Tomás Germinal Gracia Ibars (Barcelona, 24 de agosto de 1919 - Montpellier, Francia, 10 de mayo de 1991) fue un escritor anarquista y esperantista catalán. Es conocido por su pseudónimo Víctor García.

## Biografía

### Juventud
Germinal Gracia nació en una familia modesta en Villa de Gracia, en la esquina de la calle Torrijos con la calle Ciudad Real. De pequeño fue a vivir a Mequinenza, porque sus padres eran aragoneses.
Desde muy joven fue miembro de las Juventudes Libertarias de Gràcia y de la CNT. Con algunos de sus compañeros como Abel Paz, Federico Arcos, Liberto Sarrau, Josep Peirats y Antonio Téllez fundó el grupo de afinidad Los Quijotes del Ideal, que se oponía a la colaboración de los anarquistas al gobierno y serían muy influyentes en toda la península ibérica.
En la guerra civil tuvo que falsificar la firma de su padre porque solo tenía 17 años y formó parte de la Columna los Aguiluchos. En el Frente de Aragón participó en los ataques del Cementerio y El Carrasacal en Huesca. Debido a la militarización volvió a Cataluña y trabajó en una colectividad agrícola en Cervià. Después formó parte de la 26.ª División (la antigua Columna Durruti). En el sector del Segre fue herido y fue evacuado.

### Exilio en Francia
Cuando acabó la guerra, se exilió en Francia. Pasó por los campos de refugiados de Argelers, Bram y Barcares. Vivió brevemente en Marsella y pasó por las prisiones de Marsella y Lyon. Volvió a un campo francés, en este caso Le Vernet de Ariege, desde donde en 1944 fue enviado a Dachau. Consiguió escaparse del tren antes de llegar a este campo de concentración. Luchó unos meses con los aliados. Poco después, participó en el primer Congreso de las Juventudes Libertarias en Tolosa. Fue secretario de la Internacional Juvenil Anarquista y fundó su órgano de expresión en esperanto Senŝtatano. También fue administrador de Solidaridad Obrera y colaboró con su órgano de prensa Ruta. En aquellos tiempos actuaba clandestinamente en España junto a jóvenes como Raúl Carballeira y Juan Cazorla (Tom Mix). Fruto de estas acciones, tendrá que pasar ocho meses a la prisión Modelo de Barcelona.

### Venezuela y viajes en todo el mundo
Vuelve a Francia y finalmente el 24 de julio de 1948 llega a Venezuela. Empieza entonces a viajar, primero por Indoamérica, como él le gustaba denominarla en lugar de Latinoamérica o Iberoamérica, para incorporar a la población originaria. Después emprendería un viaje por todo el mundo de 5 años. Esperantista ferviente, usaba la lengua iniciada por Zamenhof para contactar con otros libertarios en cualquier lugar del planeta. De estos viajes surgieron múltiples libros.
Después de un breve regreso en Francia, se instala definitivamente en Venezuela. Allá seguía escribiendo sobre los problemas teóricos del anarquismo y publicando Ruta desde Caracas. Siguió viajando por todo el mundo, para visitar conocidos.

### Últimos años
Los últimos años de su vida los pasó en Montady, en Occitania. Allá vivió en Villa Canaima, que compartía con la familia de Josep Peirats. Murió el 1991 después de una larga leucemia, dejando su viuda Marisol, y dos hijas Maya y Grecia. Tal como recuerda su hija Maya, en su casa siempre hablaron catalán.
Además de Víctor García, en sus publicaciones usó muchos pseudónimos, como Germen, Julián Fuentes, G.G. Ibars o Quipo Amauta… Publicó artículos en Rebelde, Crisol, Ruta, Solidaridad Obrera, CNT, Cenit, Tierra y Libertad, Le Monde Libertaire, Volonta, Umanità Nova, Il Libertario, La Protesta, Castilla Libre, Historia Libertaria, Umbral, España Libre, Senstatano, Regeneración, Cultura Proletaria, Polémica, etc.

## Obras
- América, hoy. Editorial Americalee (1956)
- La incógnita de Iberoamérica (1957)
- El Japón hoy (1960)
- Excursión sobre los Fundamentos del anarquismo (1961, con otros autores)
- Raúl Carballeira (1961)
- La militancia pide la palabra (1961)
- Escarceos sobre China (1962)
- España hoy (1962)
- Juicio contra Franco (1962)
- Coordenadas andariegas. México, Panamá y Océano Pacífico (1963)
- Franco y lo quinto mandamiento (1963)
- El pensamiento anarquista (1963)
- La internacional obrera (1964 y 1977),
- El Sudeste asiático (1966), Il Vaticano (1966),
- El anarcosindicalismo en España (1970, con Josep Peirats)
- El protoanarquismo (1971)
- Las Utopías. De la Arcadia a 1984 (1971)
- El anarcosindicalismo, suspensión orígenes, apoyo estrategia (1972)
- Bakunin, hoy (1973)
- Georges orweliano y apoyo visión apocalíptica del mañana (1973)
- Las Utopías. Inmersión en el pesimismo (1973)
- Kropotkin, impacto en el anarquismo (1974)
- Kropotkin, la sociedad FUE primera (1974)
- Bakunin (1974)
- Contestación y anarquismo (1974, con Octavio Alberola)
- Kotogu, Osugi y Yamaga, tres anarquistas japonesas (1975)
- Centenario de Sombrero (1976, con Ángel Cappelletti)
- Museihushugi, el anarquismo japonés (1977)
- Las Utopías y el anarquismo (1977)
- Godwin y Proudhon (1977)
- El pensamiento de P. J Proudhon (1980)
- Caudillismo, golpismo, militarismos y fascismo en América Latina (1982)
- La sabiduría oriental (1985)
- Antología del anarcosindicalismo (1988)
- Utopías y anarquismo (1992)
- La FIJL en la lucha (con Felipe Alaiz) (inédito)
- Anarquismo de los urbanitas (inédito)
- La moral anarquista y lo Trabajo moralizador (inédito)
- Proyección de Iberia en América (inédito)
- Taiji Yamaga (inédito)
- Diccionario enciclopédico de militantes anarcosindicalistas (inédito)
- El fascismo en Latinoamérica (inédito)